# Spelaeornis oatesi
La ratina de los Chin (Spelaeornis oatesi) es una especie de ave paseriforme de la familia Timaliidae endémica de las montañas entre la India y Birmania. Anteriormente se consideraba una subespecie de la ratina chocolate.

## Distribución y hábitat
Se encuentra únicamente en las montañas que hay entre la India y Birmania, los montes Lushai (India) y los montes Chin (Birmania). Su hábitat natural son los bosques húmedos de montaña subtropicales.